# 小韦尔利
小韦尔利（法語：Petit-Verly，法語發音：[pəti vɛʁli]）是法国上法蘭西大區埃纳省的一个市镇，与大韦尔利相邻，属于韦尔万区。

## 地理
小韦尔利（49°58'20"N, 3°33'25"E）面积5.19 平方千米，位于法国上法蘭西大區埃纳省，该省份为法国北部内陆省份，北起北部省，西接索姆省和瓦兹省，东临阿登省和马恩省，西南至塞纳-马恩省，东北部与比利时接壤。
与小韦尔利接壤的市镇（或旧市镇、城区）包括：格鲁吉、梅讷夫雷、蒂皮尼、瓦当库尔、大韦尔利。

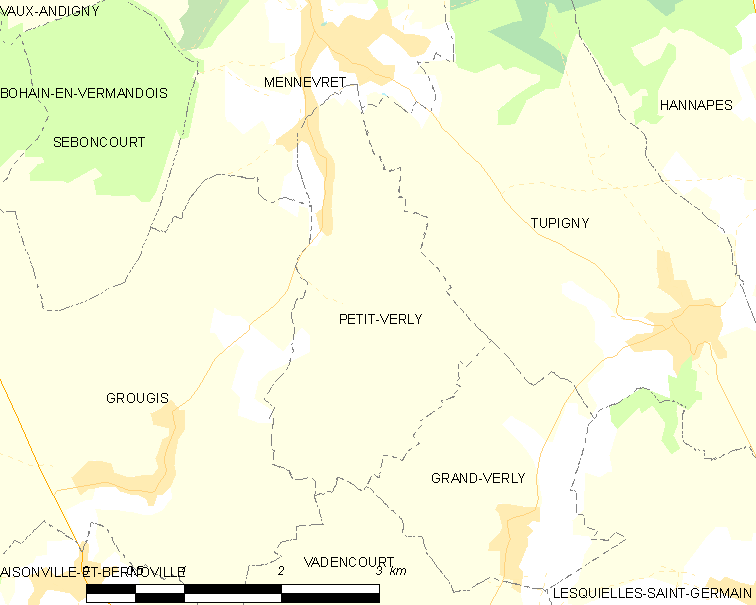
小韦尔利的OSM定位图

小韦尔利的时区为UTC+01:00、UTC+02:00（夏令时）。

## 行政
小韦尔利的邮政编码为02630，INSEE市镇编码为02784。

## 政治
小韦尔利所属的省级选区为吉斯县。

## 人口

1962-2008年间小韦尔利人口变化图示

小韦尔利于2022年1月1日时的人口数量为156人。